# Hotel Palace
|  | Per a altres significats, vegeu «Hotel Palace (Barcelona)». |

L'hotel The Westin Palace, popularment conegut com a Hotel Palace, és un hotel al districte Centro de Madrid (Espanya) a la Carrera de San Jerónimo, amb fatxades a la plaça de Cánovas del Castillo, carrer del Duque de Medinaceli i plaça de Las Cortes. L'hotel va ser construït per l'empresari hoteler d'origen belga George Marquet per suggeriment personal d'Alfons XIII. L'edifici amb quatre-centes habitacions va ser un dels primers a emprar el formigó armat, aleshores un nou material constructiu. Fou erigit en un període de quinze mesos, va obrir les portes al públic el 12 de setembre de 1912 (dos anys després que el seu veí Ritz). A l'obertura era l'hotel més gran d'Europa. Entre les novetats de l'època hi havia el telèfon, intèrfons i vàters a cada habitació. Els baixos de l'edifici eren famosos a Madrid per diverses activitats, com ara els salons de ball denominats The del Palace, els salons de jazz del Rector's Club i la cerveseria La Brasserie. Als anys quaranta s'hi va instal·lar el Cinema Palace i posteriorment la cadena Starbucks, VIPS. L'hotel forma part del grup hoteler Starwood Hotels & Resorts Worldwide.

## Història

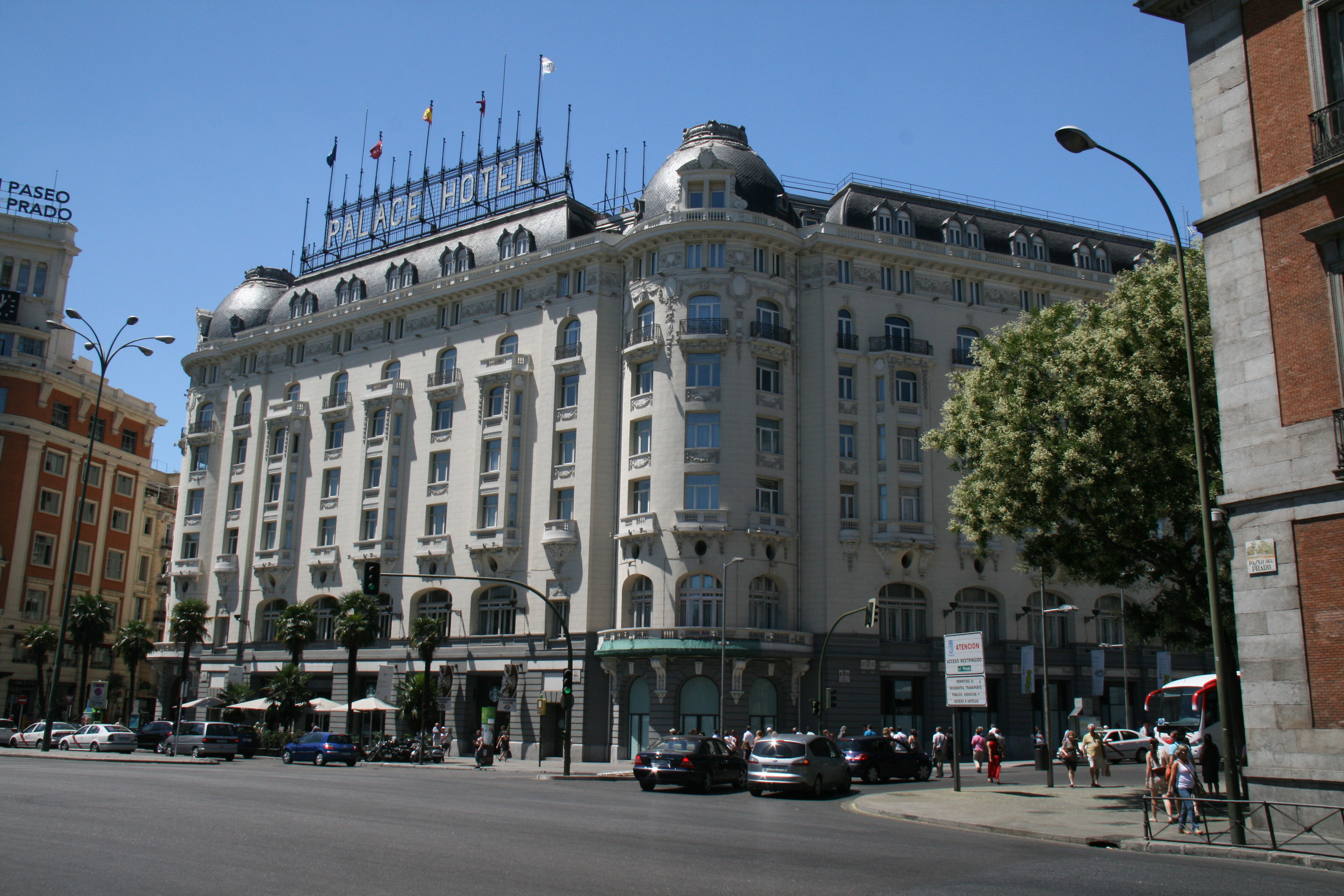
Façana noble de l'Hotel

Els avanços en el transport ferroviari espanyol van tenir com a primer efecte una major afluència de visitants a la ciutat. Ja des de 1883 hi havia un servei Wagon-Lits entre París i Madrid, i els cotxes-llit feien aquest llarg viatge més còmode. Van substituir el lent i pesat servei de diligències (el denominat servei de la Compañía de Diligencias Peninsulares y Postas). Això va incrementar el nombre de visitants a Madrid a qui era menester un allotjament. Les Fondes acollien els viatgers, nacionals i internacionals que arribaven a la capital d'Espanya, en alguns palauets, cases de particulars. En molts dels hotels del fin de siècle no hi havia bones instal·lacions. Sovint només hi havia un servei inodor per planta. Però aviat sorgia a la ciutat la necessitat d'atendre una nova categoria de viatger, acomodat i amb gran nivell adquisitiu. Altres millores afectaven el desenvolupament de la ciutat com era el cas de la instal·lació elèctrica en els habitatges (el 1915 Madrid ja superava els cent mil abonats), el transport mitjançant tramvies amb tròlei. Entre els avanços urbanístics de l'època cal destacar l'evolució de l'Eixample de Madrid que afectava els barris de Salamanca, així com els d'Argüelles i Ventas. El 1910 van començar les obres de construcció de la Gran Via madrilenya que obria un gran carrer a través del dens nucli urbà del centre de la capital, aquesta obra duraria 21 anys. Malgrat això la carestia d'habitacions de luxe es mantindria a Espanya fins a ben entrat els anys setanta del segle xx.

### Entorn i necessitats
Hi havia hagut alguns intents de crear hotels a Madrid des de la fi del segle xix. Un primer va ser el 1902 quan la Casa Miró i Trepat va estudiar la viabilitat d'erigir un hotel el passeig del Prado (al costat dels Jardins de Retiro) a fi de poder celebrar la coronació d'Alfons xiii, va encarregar l'estudi a l'arquitecte català Eduard Ferrés i Puig, per consell de Joan Miró i Trepat. L'estudi va mostrar que la rendibilitat era major si es construïa una Casa de Correos y Telégrafos a la zona. El 1910, i fruit dels desitjos del rei Alfons XIII perquè Madrid pogués gaudir d'un hotel de luxe, es va inaugurar el Ritz projectat per l'arquitecte francès Charles Mewès. Amb les cent vuitanta habitacions d'aquest juntament amb les del Grand Hôtel de París a la Puerta del Sol), no n'hi havia prou per a atendre la creixent demanda de visitants. La carestia d'habitacions de luxe a Madrid va quedar palesa anys abans, tant el 1902 durant les celebracions per a la coronació d'Alfons XIII com la de les seves noces amb Victòria Eugènia de Battenberg el 1906. En ambdues ocasions l'esforç per acomodar els visitants va ser una labor bastant complicada.
Calia crear nous hotels. Feia menester a la ciutat un hotel servir els turistes de l'alta societat europea. En països com Bèlgica, França i Gran Bretanya els hotels de luxe centrals havien proliferat i van ser un succés econòmic per als seus propietaris. Es desenvolupaven nous conceptes hotelers. Iniciatives primerenques com la presidida pel marquès de la Vega Inclán (que tenia una forta amistat amb el rei) que va crear la Comissaria Règia de Turisme, són indicis de la necessitat existent en l'època. És quan Alfons xiii afeccionat a les curses de cavalls, es veu amb l'empresari hoteler d'origen belga, George Marquet, amo de cadenes d'hotels a la Costa Blava a l'hipòdrom Hippodrome de la Touques a Deauville. En aquesta trobada, George és animat pel monarca a construir un hotel a Madrid. George va enviar una comitiva d'experts a Madrid per a cercar un bon emplaçament. La primera temptativa va ser la compra del Ritz que va acabar amb la negació dels propietaris. Després d'això va decidir de construir-ne un de propi amb el suport d'Alfons xiii, que hauria de superar la concurrència en serveis. Es van remenar diversos emplaçaments, un va ser la Gran Via, però es va triar finalment el solar del palau dels Ducs de Medinaceli a la Carrera de San Jerónimo i que havia sigut derrocat el 1895. Aquest palau, pertanyent a la família Sandoval y Rojas des del segle xvii passa a la els ducs de Medinaceli. Era conegut pels madrilenys com el Palau del Prado. La mort de Luis Tomás Fernández de Córdova el 1873 fa que la vídua es traslladi a un palauet prop de la plaça de Colón. El palau abandonat va ser enderrocat. Des de 1902 a 1907 el local de Medinaceli va tenir un parc denominat «cineflúo». El 1910 opten per la compra el Ajuntament de Madrid i la societat Madrid Palace Hotel S.A. L'Ajuntament finalment es retira per falta de fons, finalment el solar és adquirit per la societat en la qual Marquet és accionista majoritari. Aquest lloc aleshores era el millor del Madrid del fin de siècle. Era pròxim al centre polític pel Palau de les Corts, al centre financer per la Borsa i al social a la Puerta del Sol i més tard tamba al centre cultural pel Museu del Prado.

### Construcció i inici

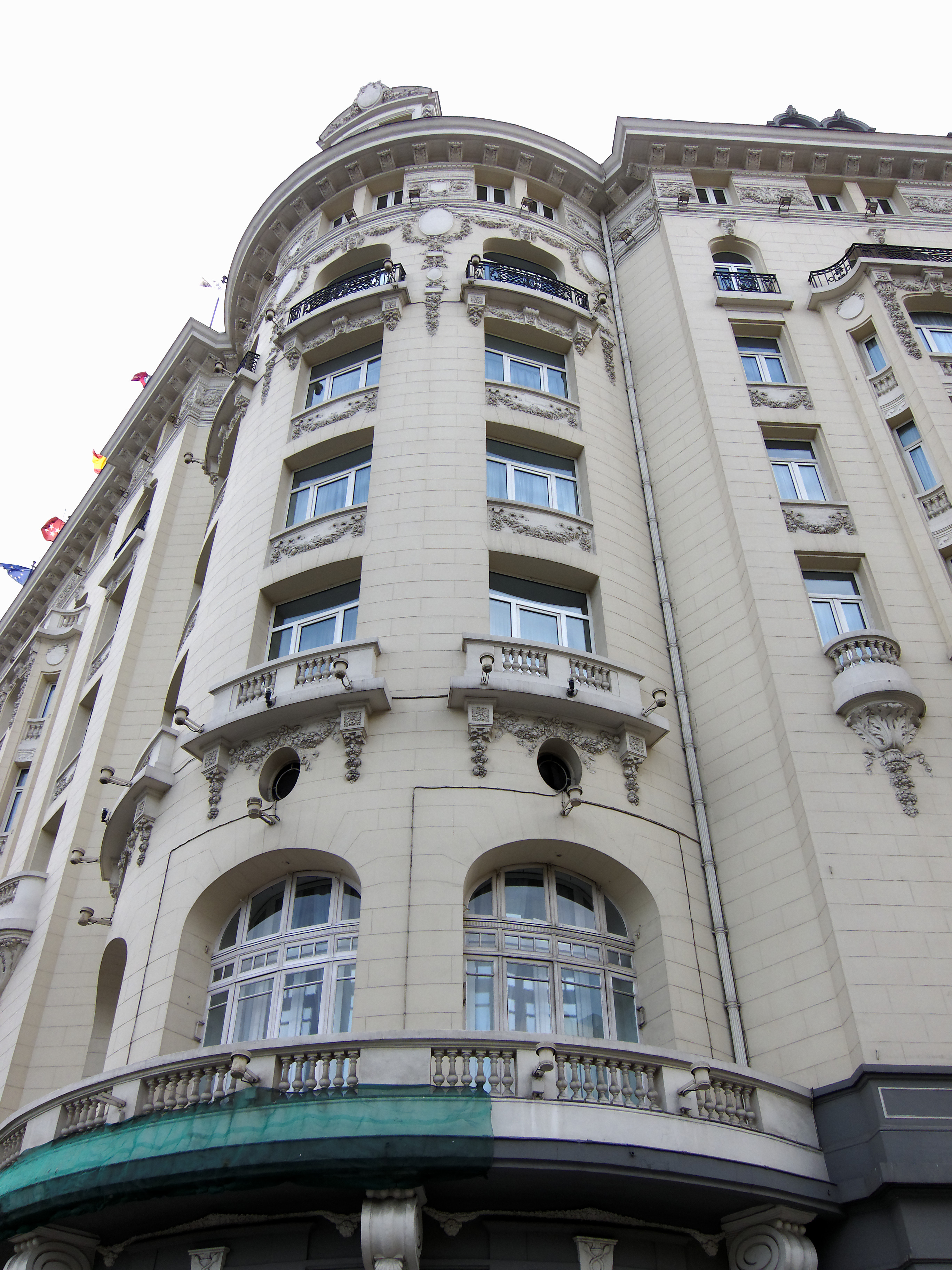
Les finestres del xamfrà.

L'hotel es va construir en la parcel·la trapezoidal, de sis mil metres quadrats on abans hi havia hagut el palau dels Ducs de Medinaceli. Es demana la llicència d'obres amb plans signats pel gabinet belga d'estudis arquitectònics Leon Monnoyer et Fils, concretament per l'arquitecte Eduard Ferrés i Puig. Els plans apareixen amb llegendes en francès i estan signats en diferents dates al llarg de l'any 1910. A partir d'aquest treball se li encarregarien posteriorment altres hotels en altres capitals europees. La inversió inicialment prevista era de quinze milions de pessetes. Ferrés és un arquitecte experimentat que ha fet nombroses obres a Espanya i Portugal. Va comptar per al seu disseny amb els enginyers de l'empresa de Marquet i Max Linder. Possiblement autors d'algunes parts de l'edifici. Va recórrer Europa per a conèixer els millors hotels del continent, entre d'altres l'Hotel Palace de Brussel·les. Per començar es va fer un basament que suportés el desnivell entre el carrer Medinaceli i la plaça de Cánovas del Castillo. L'obra es va adjudicar a l'empresa catalana Construcciones y Pavimientos S.A. propietat de Joan Miró i Trepat amb la col·laboració de León Monnoyer et Fils.
No se sap exactament quan van començar les obres. El 9 de març de 1911 van donar principi les obres de buidatge, el 9 de juliol de 1911 es va col·locar la primera pedra i ja el 12 de setembre de 1912 es va inaugurar. L'edificació comptava des de l'inici d'una gran complexitat a causa de l'existència de diversos equips d'enginyers especialistes en multitud de camps. Resultava necessari instal·lar ascensors, serveis sanitaris per als nombrosos banys, conduccions d'aigua calenta, etc. Entre les característiques més innovadores hi havia l'estructura totalment en formigó armat, malgrat les reticències inicials que va fer possible acabar-la en tan sols set mesos. Anys abans s'havia ensorrat una edifici del tercer dipòsit del Canal d'Isabel II, hi 40 obrers hi eren morts. Aquest incident va fer que s'extremessin els controls constructius. L'edificació va patir molts contratemps a causa de la incorporació de novetats en les seves instal·lacions com ara el sistema fontaner per tenir vàters a cada habitació. Amb això superava en qualitat el Ritz on aquest servei es compartia entre algunes habitacions. Per a les obres es va contractar una brigada de lampistes portats d'Anglaterra, que van treballar amb ajudants espanyols. Entre els arquitectes d'execució d'obra hi ha Manuel Álvarez Naya amb el càrrec de director d'obra, col·laborador habitual d'Eduard.
A poc a poc s'hi començaven a oferir els serveis cerveseria-cafè denominada «La Brasserie». La cerveseria, situada a la planta baixa, va ser molt popular en l'èpocaper què s'hi oferien cerveses alemanyes d'importació de les marques: Löwenbräu (München) i Genossenbräu (cervesa pilsen procedent de Bohèmia). Aquestes cerveses es portaven a Espanya mitjançant un nou sistema de transport refrigerat directament del seu origen. La Brasserie s'emprava també com a saló d'exposicions. Aquest hotel tenia com a innovació la presència de telèfon (i intèrfon amb l'administració de l'hotel) a cadascuna de les quatre-centes habitacions. Aquest sistema de comunicació sol s'emprava en un altre hotel. S'atenien els serveis de l'hotel amb un conjunt de sis-cents empleats distribuïts al llarg de l'edifici. Malgrat començar les operacions el dia 21 de setembre, i va ser el seu primer hoste un ciutadà belga anomenat Leopold Ghende, amic del fundador de l'hotel, que es va allotjar en la 141 per 7,5 pessetes de l'època, oficialment va ser inaugurat el 12 d'octubre pel Govern espanyol representat pel primer ministre José Canalejas (uns mesos abans de morir en un atemptat) i diversos milers de convidats entre els quals no va assistir el Rei, a causa del dol per la recent mort en complicacions del part (15 de setembre) de la infanta María Teresa. L'acte va ser amenitzat per l'Orquestra Simfònica de Madrid i va cantar la tiple Elvira Hidalgo en l'espai del jardín de Invierno. Els quatre salons Medinaceli, Neptuno, Cortes y Francés es van ocupar per l'ocasió. La gerència de l'Hotel va fer encunyar una medalla commemorativa de la inauguració. El dia de la inauguració l'hotel es trobava amb el seu aforament complet.
L'edifici és guardonat el 1914 per l'Ajuntament de Madrid per ser el millor edifici construït de la ciutat. L'entorn urbanístic de l'hotel comença a poblar-se d'edificis. L'arquitecte Antonio Palacios comença a construir per encàrrec eln 1913 un edifici d'habitatges, posteriorment edifici «La Sud America» i avui Hotel NH Paseo del Prado.

### Imperi Marquet
Maquet adquireix el Ritz i amb això crea un espai dual, per regla general al Ritz van els personatges més distingits. Alguns potentats com Joan March i Ordinas van arribar a reservar el 1918 habitacions a l'hotel durant llargs períodes. Altres famosos van seguir el seu exemple, un dels més coneguts va ser Alberto Santos Dumont. L'esclat de la Primera Guerra Mundial i la posició neutral d'Espanya en el mateix va atreure un nodrit èxode de la reialesa i alta burgesia europea cap a Madrid. Durant aquest període les habitacions de tots dos hotels van estar constantment repletes. Aquesta situació va fer que el Palace fos denominat l'«últim refugi de la civilització». En els seus salons es reunien els elements més variats de la societat europea exiliada per la Guerra. Es feien negocis de rereguarda. La inclusió de l'espia alemanya Mata Hari entre els visitants no queda clara en els que declaren la història de l'hotel. El final de la Guerra va marcar una etapa d'esplendor a l'hotel.
L'hotel dels primers anys era un èxit social que compartia amb altres locals madrilenys (com era el Casino de Madrid o el restaurant Lhardy), en els seus salons durant les festivitats es reunia l'aristocràcia i l'alta burgesia. Es va fer famós el saló de ball vespertins del The del Palace (saló de te). Aquestes celebracions rivalitzaven amb les del Ritz. La cerveseria de la Brasserie, a partir de 1923, es convertirà en l'orquestra negra americana Jackson del Rector's Club i es van fer populars les primeres sessions de jazz a Madrid. L'orquestra de l'època que va amenitzar les nits madrilenyes dels anys vint es denominava «Jackson Brothers», composta d'un conjunt de músics negres portats de Nova York. Es van celebrar igualment sessions pugilístiques i d'esgrima. La proximitat amb el Congrés de Diputats fa que existeixi afluència del món de la política. En els seus salons es va arribar a discutir si Antonio Maura devia o no fer-se amb el Govern d'Espanya en 1918 després de l'abdicació d'Alfons XIII. El període de post-guerra es va caracteritzar per l'abundància de polítics i d'industrials catalans entre els residents i habitants dels seus salons.
Eren habituals de la cerveseria del Palace del brasserie alguns estudiants de la Residencia de Estudiantes com ho eren Dalí, García Lorca i Luis Buñuel. A causa de la creixent demanda de locals de reunió en els anys vint l'hotel afronta en 1925 la primera reforma d'importància dirigida per l'arquitecte Martín Domínguez. Aquesta reforma va portar com a conseqüència la construcció d'un bar, la compra de múltiples taules de billar així com l'adaptació de la planta baixa perquè fos emprada com a concessionari de Citroën. Aquesta sucursal va desaparèixer dècades després, permetent la instal·lació d'altres negocis.
L'arribada de la Guerra Civil després del cop d'estat contra la II República, va fer que disminuís la clientela i l'immoble es va convertir, ja des del 18 de juliol de 1936, en ambaixada de la Unió Soviètica a Madrid durant un període de set setmanes. Es va dedicar a aquesta comesa sola la primera planta de l'edifici. La resta va quedar en mans d'un comitè de treballadors fins que el 4 de novembre de 1936, en veure el Ministeri de la Guerra un replegament de les tropes del sud, decideix convertir-lo en un hospital de sang, denominat: «Hospital de Base número 1». El metge Manuel Bastos Ansart decideix traslladar l'Hospital Militar de Carabanchel, a causa de la seva proximitat amb l'avanç de les tropes assaltants pel nord-oest de la ciutat, evacuant-se per complet i traslladat el seu personal i material quirúrgic a l'hotel. A la planta baixa s'instal·len les sales d'operacions d'urgències. Es va establir a més una llar per a nens desemparats. Es van instal·lar a l'Hotel gairebé vuit-cents llits repartits al llarg dels sis pisos. La cúpula que il·luminava el saló de ball va servir per a fer operacions en aquesta època de finals dels anys 30, després que les bombes acabessin amb la llum elèctrica. L'última planta es va dedicar a habitatges dels empleats que ara es dedicaven al transport de malalts. L'edifici sofrirà durant la defensa de Madrid els efectes de l'intens bombardeig aeri que va afectar el Museu del Prado i limítrofs. Concretament el 16 de novembre van caure dos projectils sobre l'edifici que afortunadament no van explotar.
Després del període de Guerra Civil, ja al començament de l'any 1939, George Marquet recupera l'hotel que va haver de restaurar-se per complet, degut en part a l'ús intensiu com a hospital de campanya, i de les successives confiscacions de l'edifici. George Marquet va fixar la seva residència en el propi hotel quan es trobava de visita a Madrid, malgrat posseir diversos hotels de luxe a Madrid. En aquesta segona remodelació del Palace es va canviar l'estil de les habitacions renovant el seu mobiliari que es va adaptar a un estil de sobri classicisme. L'1 d'octubre de 1939 torna a les funcions hoteleres. Molts dels propietaris de cases luxoses de Madrid en tornar a la capital, després del conflicte, van començar a ocupar habitacions del Palace i del Ritz en espera de reparacions dels seus habitatges. Situació que va tornar a completar l'aforament de l'hotel.

### Segon esplendor

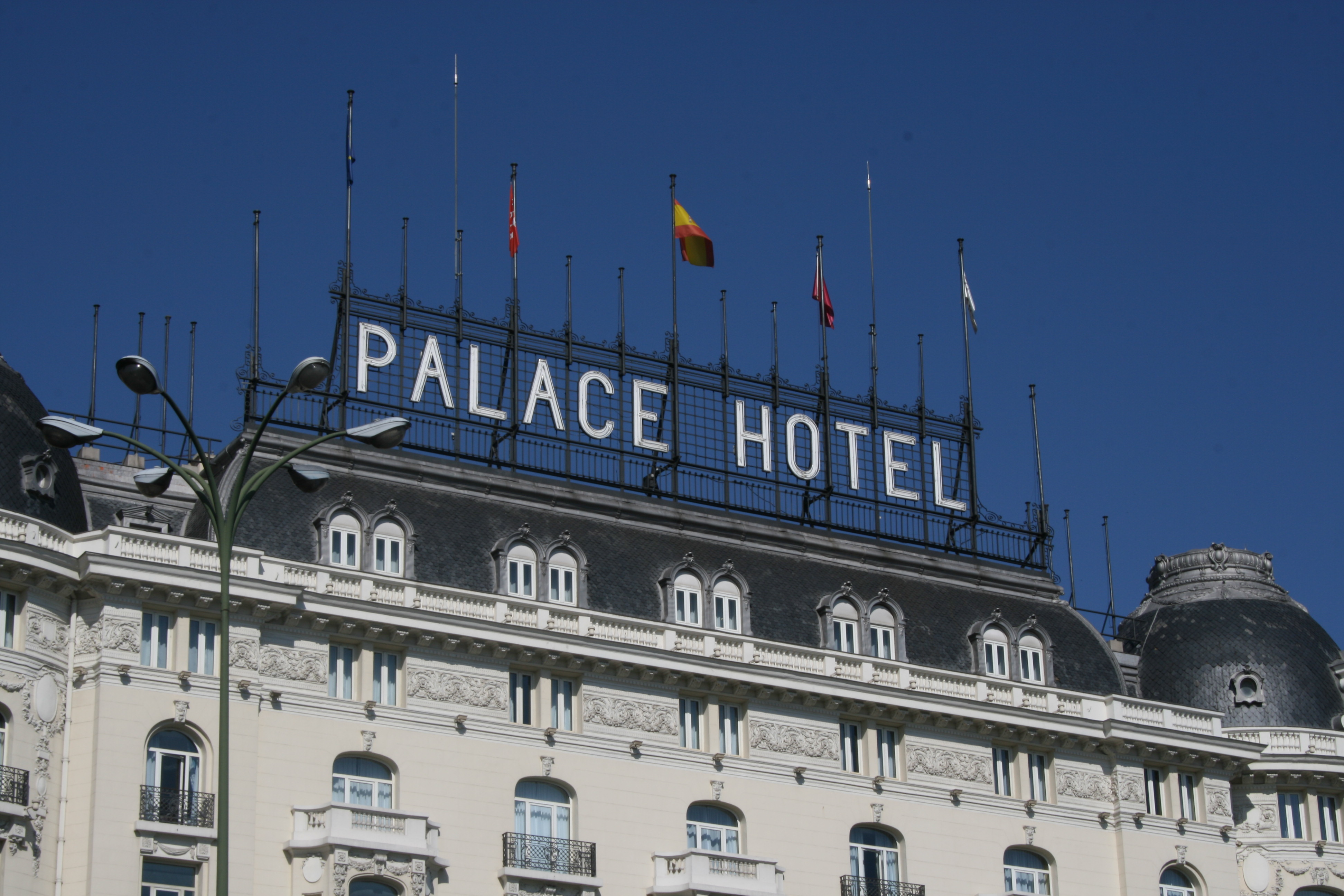
Cartell de neó anunciant l'hotel en grans lletres vermelles.

Durant els anys quaranta l'Hotel va ser un dels centres més populars per a l'aprenentatge de bàrman a Espanya, i es va establir al seu espai una barra on se servien els més famosos còctels de l'època: el ginfizz i el dry martini. De nou el paper neutral d'Espanya en la Segona Guerra Mundial va fer que l'hotel fos lloc de refugi de l'alta burgesia, així com centre d'operacions de negocis en la rereguarda. És en aquesta època en la qual toreros i actors de cinema, escriptors i altres artistes apareixen en les llistes de residents de l'hotel. En 1942, amb motiu del trenta aniversari de l'hotel se li lliura a George Marquet la medalla al Mèrit al Treball. La capitulació d'Alemanya va suposar el final del període de conflicte bèl·lic a Europa. En els anys quaranta i cinquanta l'hotel va mostrar un aforament complet a causa del centralisme administratiu imposat pel franquisme. Aquesta situació obligava les persones amb negocis i títols a desplaçar-se a Madrid a fi d'emplenar qualsevol tràmit. És per aquesta raó per la qual el Palace, igual que el veí Ritz viuen el període de postguerres en un estat de relativa abundància.
Els restaurants que oferien el seu servei mitjançant el subarrendat, a causa d'una decisió personal de George Marquet, van passar a ser propietat del Palace. La companyia aèria espanyola Iberia va llogar les dependències situades als baixos de la plaça de Cánovas del Castillo i va fixar allí la seva oficina principal. Enfront de l'oficina d'Iberia, la companyia va sol·licitar a l'Ajuntament de Madrid la instal·lació d'un terminal d'autobusos que pogués facilitar el transport de viatgers des del aeroport de Barajas. La part que dona a Carrera de San Jerónimo es va dedicar a la projecció del cinema, i la seva sala es va denominar Cinema Palace. Durant aquest període es va fer popular la residència permanent del gastrònom, escriptor i periodista Julio Camba. Aquest privilegi li va ser concedit com a agraïment per haver ajudat a Juan March en els delicats períodes anteriors de la Guerra Civil. El magnat li va regalar una de les seves habitacions permanents per a tota la vida a l'escriptor, d'aquesta forma Julio Camba queda unit a la història de l'hotel (habitació 383). Un dels salons posseeix el seu nom en homenatge a la seva residència. L'hotel dels anys cinquanta va arribar a tenir un servei atès per prop d'un miler de persones, entre els integrants de la plantilla es va arribar a tenir un equip de futbol. S'atenen noves exigències dels residents i s'obren serveis com el de guarderia infantil, denominat «Casa Cuna».
L'auge econòmic dels anys setanta i l'obertura d'Espanya a l'exterior permet l'entrada de nous residents a l'hotel, el cas més significatiu és el d'Ernest Hemingway que torna a Espanya en 1954, després d'una absència de gairebé vint anys, i que s'allotja a l'hotel. L'hotel es fa residència habitual dels actors americans que fan la seua gira a Espanya. Molts d'aquests actors eren 'desviats' des del Ritz que tenia el criteri de no acceptar els personatges públics famosos amb l'objectiu de mantenir l'atmosfera selecta de tranquil·litat entre els seus clients. D'aquesta forma el nombre de clients famosos, sobretot del món del cinema, va créixer al Palace durant aquesta etapa. El nombre de polítics i d'escriptors va descendir. No obstant això va haver-hi intents de restablir l'esperit de les antigues tertúlies, iniciativa de Guillem Díaz-Plaja, Eugenio Montes i César González Ruano. Els anys cinquanta van ser els anys que va començar a potenciar el turisme a Espanya, fent del fenomen no sols un cas sociològic, sinó econòmic. L'increment de turistes que arribaven a Madrid va ser en constant augment fins a la dècada dels anys seixanta. Es van introduir novetats com l'aire condicionat i un tercer canvi en la decoració de l'hotel.

### Modernitat i competència amb altres cadenes
Durant els anys setanta aviat es van començar a notar per primera vegada les temporades amb els aforaments oscil·lants. El mes de maig s'aconseguien alts graus d'ocupació hotelera, baixava als mesos d'agost per a tornar a incrementar la seva ocupació a l'octubre. Aviat va començar a competir en serveis amb altres cadenes hoteleres recentment establertes a Madrid, tal és el cas d'Eurobuilding, Meliá Madrid, etc. En aquest món de competència es produeix la renovació de la cúpula directiva i recau sobre el fill ja gran George Marquet Huens, i a la seva mort la seva vídua es va dedicar a la gestió de tots dos hotels.
Durant l'intent de cop d'Estat del 23 de febrer de 1981, l'hotel va servir de refugi per als mitjans de comunicació, els sotssecretaris del Govern i la cúpula militar en estar pròxim al Congrés dels Diputats, pres pels colpistes. La tercera gran reforma es va dur a terme l'any 1997. L'hotel va ser protagonista durant la nit del 28 d'octubre de 1982, mostrant-se Felipe González i Alfonso Guerra apuntats junts al balcó de l'Hotel Palace en conèixer els resultats favorables de les eleccions generals. L'hotel va canviar de mans al novembre de 2005. La seva venda va formar part d'una operació que es va dur a terme pel grup hoteler Starwood, amb un preu de 385 milions d'euros.

## Arquitectura

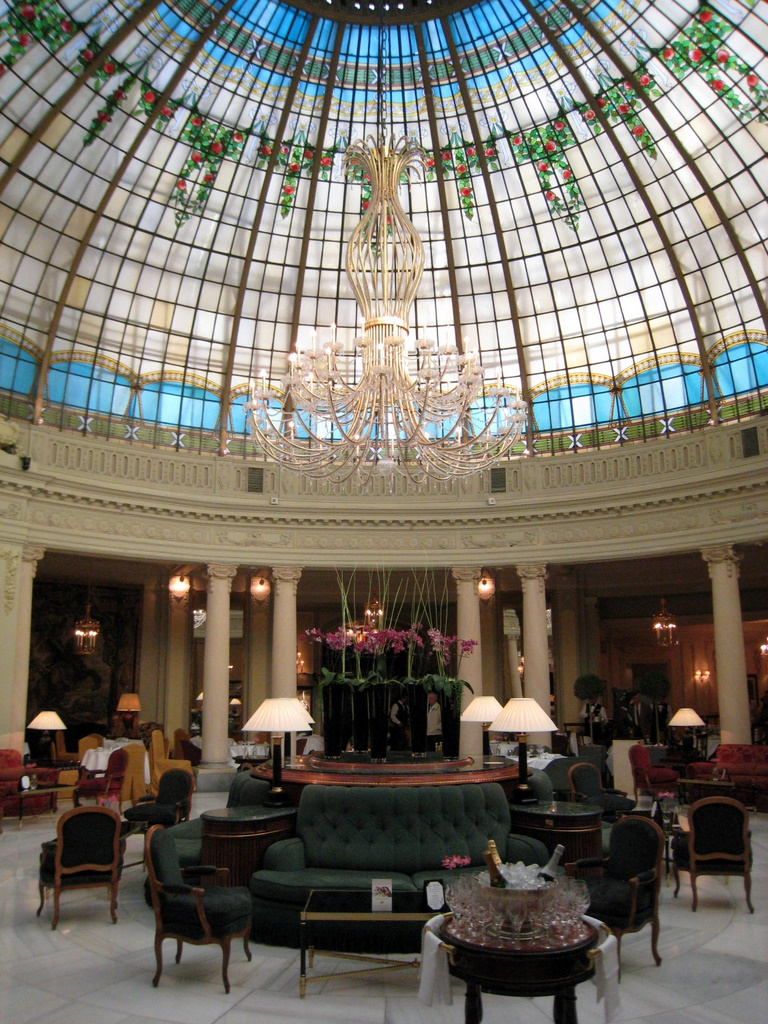
La volta-vitrall interior de l'hotel al denominat jardín de invierno.

L'edifici es va construir emprant materials molt nous, entre ells figura el formigó armat. Es dissenya des dels seus inicis amb clara vocació de ser un hotel singular al centre urbà de Madrid. Singular pel nou dels seus serveis, i pels materials emprats. L'edifici que adquireix amb el temps valor històric, a causa de la seva ubicació a l'eix neoclàssic del passeig del Prado. L'estil de la façana forma part del corrent de l'eclecticisme urbà. Posseeix una composició clàssica composta de basament, cos, coronació. El basament està realitzat amb pedres. El cos consta de finestres que donen a les habitacions de les quatre primeres plantes de l'hotel que van agrupades en eixos verticals. Les finestres del cinquè pis es rematen en una espècie de fris de rematada. Les finestres són sortints (de tipus bow-window) i es disposen com a miradors. La coronació s'encarrega de comunicar les quatre torrasses en una espècie de coberta molt inclinada d'estil mansarda. L'arquitectura es va dissenyar sota la inspiració d'altres hotels parisencs de l'època. Malgrat això a l'edifici s'assajaven nous models constructius, que van adquirir èxit degut a la celeritat i efectivitat de la construcció: realitzada en pocs mesos. Serà influència posteriorment en l'arquitectura madrilenya, molts dels nous edificis construïts en la nova Gran Via i al carrer d'Alcalá s'inspirarien en aquest edifici.
Es tracta d'un edifici de sis plantes sobre rasant i tres en subterranis. En els subterranis es troba la maquinària i instal·lacions de manteniment. Amb planta polièdrica de quatre costats i perímetre de tres-cents metres, tots ells limitats pels carrer del Duque de Medinaceli, la Carrera de San Jerónimo, la plaça de Cánovas del Castillo i el carrer de Cervantes respectivament. Aquesta disposició dona lloc a quatre façanes de finestrals. A les cantonades del poliedre amb una torrassa cilíndrica, tots ells rematats amb una cúpula. El color de les façanes és blanc i contrasta amb el color negre de les cobertes de pissarra emprada en la coronació de l'edifici. El motiu ornamental més repetit són les garlandes. L'edifici posseeix una cornisa comuna horitzontal (no paral·lel a la inclinació del paviment). L'última planta va ser destinada al personal de servei dels residents, és a dir xofers, majordomes, assistentes, etc. Era denominada la dependències de correu: chambres de courriers. La façana que dona a la plaça de Cánovas del Castillo té un anunci lluminós de grans dimensions que mostra en lletres vermelles de neó «PALACE HOTEL». L'Hotel Palace compta amb 468 habitacions, de les quals 45 són suites. El servei de llenceria de l'hotel va ser sempre molt acurat.

### Entrada i hall

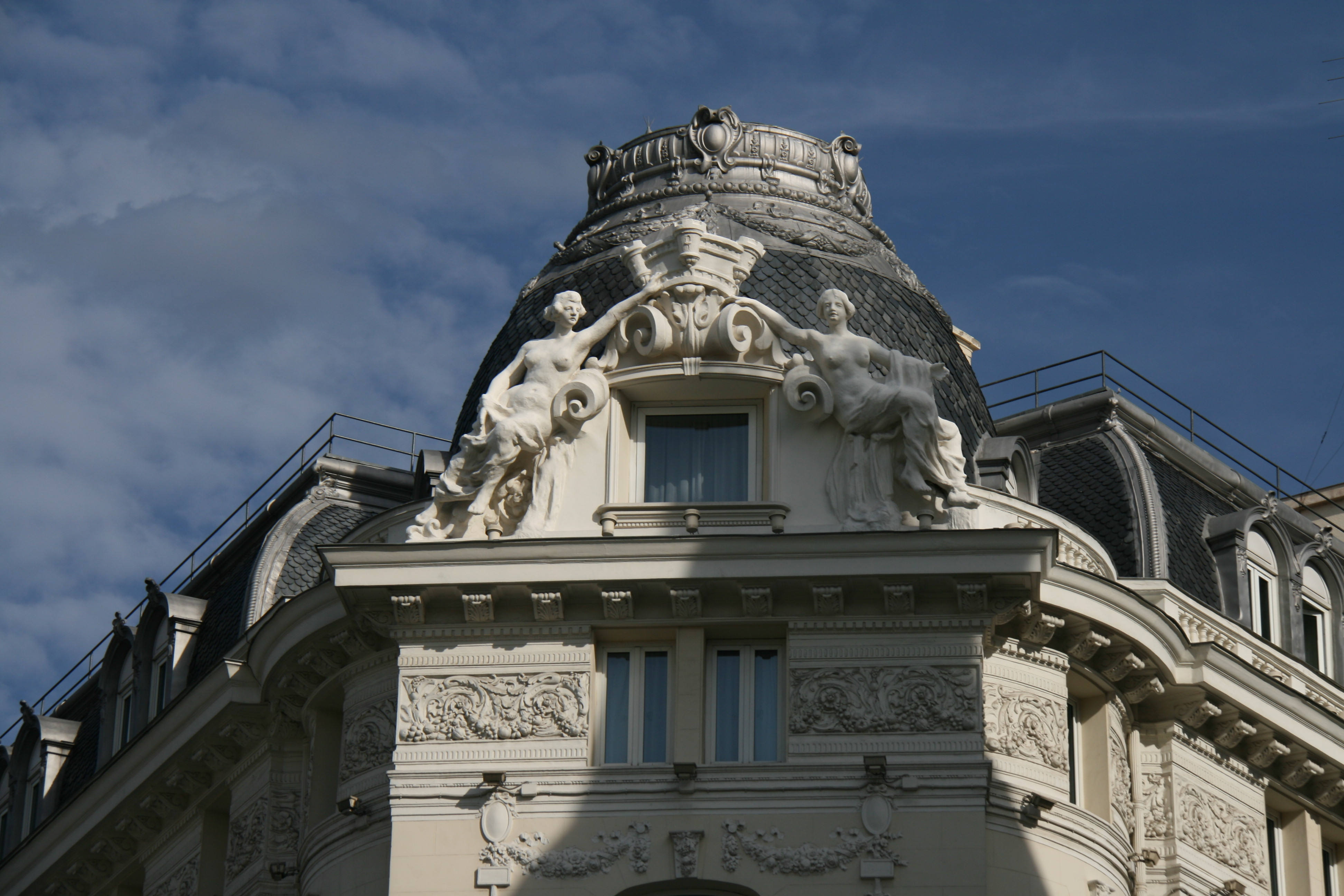
Coronació de la façana d'entrada.

L'accés principal a l'edifici es produeix per la cantonada de l'edifici que mira a la plaça de Las Cortes. Es troba coberta per una marquesina. Accés que es preveia ja des dels primers dissenys de l'edifici i que resulta original per no trobar-se com és habitual en un dels eixos de simetria de les façanes. L'accés es produeix en ascens successiu de dues escalinates, la primera permet arribar al hall interior de recepció i l'altra per a aconseguir el nivell general de la planta. En aquesta última cota és on es troben els salons, la botiga i el jardí d'hivern. Aquesta primera cota (denominada Planta Noble), és el lloc on es troben els espais comuns de caràcter representatiu. Després d'accedir, des de la recepció i consergeria, a la planta noble s'entra en un vestíbul de distribució que permet anar cap a les habitacions, a la botigues interiors o als diferents salons. El disseny de l'interior i d'aquest accés obliga al visitant a recórrer una seqüència d'estades abans d'aconseguir la destinació desitjada dins d'ell.

### Jardí d'Hivern i els salons
El jardí d'hivern apareix en els dissenys inicials de 1910 de l'arquitecte català Eduard Ferrés i Puig. És un dels espais de major personalitat i representativitat dins dels espais públics de l'hotel. L'accés directe des de l'entrada porta al jardí. Aquest espai de planta circular està situat just en el centre de la planta, en el seu interior i és d'estil art nouveau, es troba cobert amb una cúpula de vidrieres de colors sostingudes per columnes dobles. L'espai diàfan es manté a causa d'uns arcs de ferro que la suporten. Aquest espai posseeix una il·luminació natural pel dia degut a estar inserida en el fons d'un pati interior. Entorn d'aquest espai se situen perimetralment els salons i restaurants.
El saló de lectura inicial va ser convertit en el bar i lloc de servei dels desdejunis. El restaurant es va col·locar en la mateixa planta que la cuina. L'edifici es va dissenyar, ja des dels seus inicis, com a punt de reunió atractiu per a la vida social de Madrid, amb un servei de diversos salons i restaurants, des de la cuina asiàtica a la cuina espanyola. Algunes de les sales es troben decorades amb tapissos procedents de la Real Fábrica de Tapices.

### Els baixos de l'hotel
El desnivell existent entre el carrer del Duque de Medinaceli i la capçalera de la plaça de Cánovas del Castillo s'ha resolt amb la inclusió dels baixos, en ells va estar inicialment la famosa cerveseria dels anys vint del segle xx. Els baixos ocupen una superfície de 2.700 metres quadrats. La zona es va dedicar a restaurant i a la col·locació d'una sala amb taules de billar (constava de 55 taules). Arquitectònicament aquests baixos fan de sòcols que eleven els basaments i posen l'edifici en un mateix nivell. Aquests baixos van ser funcionalment independents dels serveis de l'hotel i s'accedia a ells només des de les portes inserides en la façana que dona a la plaça de Cánovas del Castillo. La secció de Planet Hollywood va estar instal·lada durant uns anys fins que es va tancar en 2008.